# Klenik (gmina Pivka)
Klenik – wieś w Słowenii, gmina Pivka. 1 stycznia 2017 liczyła 172 mieszkańców.